# 山下智司
山下 智司（やました ともじ、1951年 - ）は、日本の実業家、株式会社呉竹荘代表取締役社長、蒲郡クラシックホテル代表取締役社長。

## 人物・経歴
1951年生まれ。1974年3月、立教大学社会学部観光学科卒業。1948年に料亭旅館として静岡県浜松市で創業した家業である呉竹荘を、社長として2000年以降、ビジネスホテル事業を中心に、運営施設を積極的に新設。合わせて既存のホテルの経営権の継承も進め、グループ傘下のホテル数を増やし、事業規模を拡大させた。
2012年には、老舗ホテルの蒲郡プリンスホテル（旧・蒲郡ホテル）を傘下とし、蒲郡クラシックホテルとして営業を開始した。事業エリアも東海地域に加え、東京、大阪、北海道、広島など全国に展開し、ベトナムやインドネシアなど海外展開も行っている。